# Anselm Grün

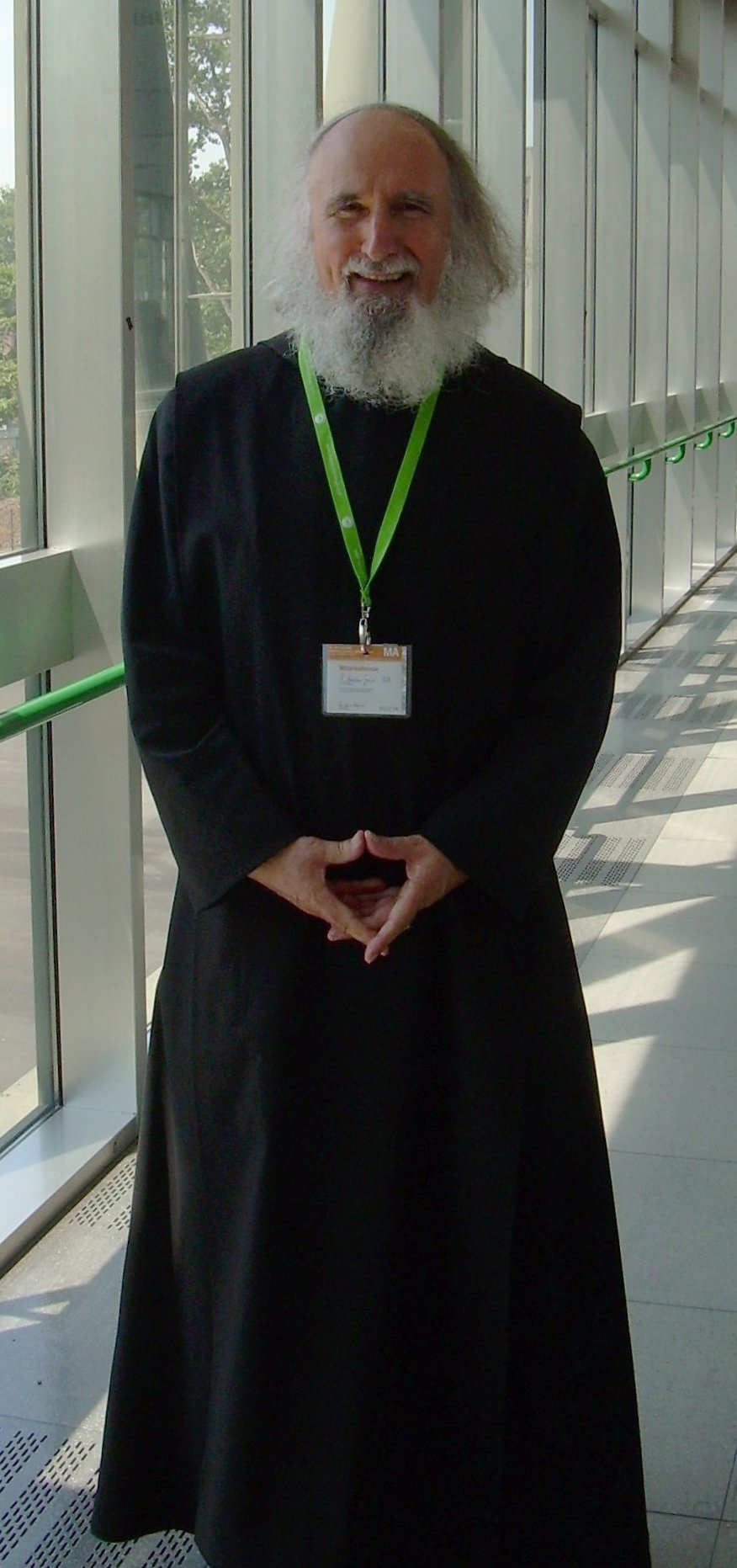
Grün in Cologne (2007)

Anselm Grün', OSB (Junkershausen, 14 januari 1945) is een Duitse Benedictijnerpater, schrijver van spirituele boeken, referent in spirituele thema’s, geestelijk verzorger en cursusleider voor meditatie- en contemplatieve trainingen.

## Biografie
Grün sloot in 1964 zijn studie aan een gymnasium te Würzburg af en trad datzelfde jaar tot het noviciaat toe van de nabijgelegen benedictijnerabdij van Münsterschwarzach.
Van 1965 tot 1971 studeerde hij filosofie en theologie in Sankt-Ottilien (Beieren) en in Rome. Hij promoveerde in 1974 in de theologie. Tussen 1974 en 1976 concentreerde Grün zich op bedrijfswetenschappen in Neurenberg en in 1976 verscheen tevens zijn eerste boek, "Reinheit des Herzens". Het was het eerste in een rij van meer dan 200 boeken. Sinds 1977 werk Grün als cellarius van de abdij en is tevens verantwoordelijk voor de 20 bedrijven van de abdij en de missiewerken (missieprocuur).
Grün en zijn medebroeders hebben sinds de jaren '70 naar nieuwe bronnen in de spiritualiteit gezocht. Grün liet zich inspireren door Carl Gustav Jung en beoefende verschillende intensieve Aziatische meditatietechnieken. Grün valt op door zijn toepassing van oude monastieke tradities op het moderne leven in de wereld, waarbij hij redelijk ver durft te gaan in het populariseren en herinterpreteren daarvan. Daardoor zijn zijn boeken - in 28 talen vertaald - ook voor zwaar geseculariseerde westerlingen toegankelijk. In totaal heeft hij meer dan veertien miljoen boeken verkocht over de hele wereld.
De Duitse kluizenaar Gabriël Bunge wordt in dat licht wel als zijn 'zwaardere broer' beschouwd, omdat hij hetzelfde principe met meer diepgang en terughoudendheid hanteert.